# Félicette
Félicette è attualmente l'unica gatta ad essere stata mandata nello spazio e a essere sopravvissuta.

## Storia
Il 3 novembre 1957 i sovietici inviarono la cagnolina Laika nello spazio all'interno dello Sputnik 2. Era una meticcia trovata nelle vie di Mosca. Morì nello spazio, e fu il primo animale vivente ad entrare in orbita. Enos fu il primo scimpanzé ad orbitare attorno alla Terra il 29 novembre 1961, inviato dalla NASA. Sopravvisse al volo, e compì un'orbita attorno alla Terra in un'ora e 28 minuti. In seguito, e nello specifico nel 1961, Yuri Gagarin dal lato russo seguito da Alan Shepard dal lato americano furono le prime persone che andarono nello spazio.

### Missione spaziale

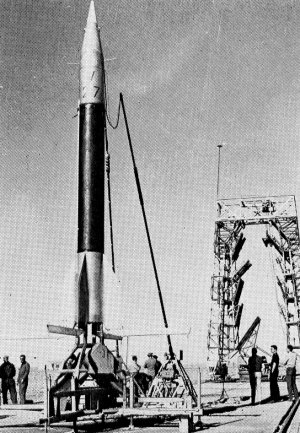
Razzo-sonda francese Véronique simile a quello che trasportò Félicette

Nel 1963 i francesi avevano circa quattordici gatti in allenamento (in apparecchiature come centrifughe ad alti g e camere di decompressione). Gli animali erano stati allenati dal Centre d'Enseignement et de Recherches de Médecine Aéronautique (CERMA).
Un totale di sei gatti hanno completato il processo di formazione. Per il primo volo è stato selezionato Félicette, un gatto bianco e nero proveniente dalle strade di Parigi; il nome era un tributo a Felix the Cat.
Il 18 ottobre 1963 alle 8:09 Félicette fu inviata nello spazio nel razzo-sonda Véronique AGI 47 (costruito a Vernon, Alta Normandia). Il Véronique derivava dalla famiglia di razzi Aggregat, usati durante la seconda guerra mondiale, e fu portato al lanciatore francese Diamant.
La fase di accensione dei motori è durata 42 secondi, durante i quali il razzo ha raggiunto un'accelerazione di 9,5 g. La fase ascensionale è stata seguita da cinque minuti di assenza di peso, con il razzo che ha raggiunto una quota di 157 km dal suolo. Il rientro nell'atmosfera terrestre è stato caratterizzato da forti turbolenze. Nove minuti dopo il lancio, c'è stata l'apertura del paracadute nella fase di discesa; il razzo è atterrato 10 minuti e 36 secondi dopo il lancio. Durante tutta la fase di volo è stata registrata l'attività cerebrale dell'animale. L'esperimento è riuscito e la gatta è tornata viva e in salute sulla Terra. La gatta è stata sottoposta ad aulteriori test in laboratorio nei mesi seguenti, venendo infine soppressa.
Il 24 ottobre 1963, l'esperimento fu ripetuto con un altro gatto sul volo V50, ma il gatto rimase ucciso all'interno del razzo.
Il Véronique AGI fu sviluppato per l'anno geofisico internazionale nel 1957 per la ricerca biologica. Sette, tra i quindici realizzati, avrebbero portato animali vivi.
Fu un volo non orbitale, e durò 15 minuti, raggiungendo un'altezza di 156 km. La gatta fu recuperata in modo sicuro dopo che la capsula si paracadutò sulla Terra.
Per rendere omaggio alla sua missione, nel 2017 è stata indetta una raccolta fondi finalizzata alla realizzazione di una statua dedicata al felino.